# Otto Stowe
Otto Stowe é um ex-jogador profissional de futebol americano estadunidense.

## Carreira
Otto Stowe foi campeão da temporada de 1972 da National Football League jogando pelo Miami Dolphins.